# کارامالی-بوزات
کارامالی-بوزات (انگلیسی: Karamaly-Buzat) یک شهرک در شهرستان استرلیباشفسکی استان باشقیرستان کشور روسیه است.